# Nikita Vladimirovich Chagrov
Nikita Vladimirovich Chagrov (tiếng Nga: Никита Владимирович Чагров; sinh ngày 24 tháng 4 năm 1995) là một cầu thủ bóng đá người Nga thi đấu cho FC Avangard Kursk.

## Sự nghiệp câu lạc bộ
Anh có màn ra mắt tại Giải bóng đá chuyên nghiệp quốc gia Nga cho FC Chayka Peschanokopskoye vào ngày 26 tháng 8 năm 2016 trong trận đấu với FC Armavir.